# Pignola
Pignola (en gallo-italique de Basilicate : Vïgnuolë) est une commune italienne d'environ 6 900 habitants, située dans la province de Potenza, dans la région Basilicate, en Italie méridionale.

## Administration
| Période                                  | Période | Identité | Étiquette | Qualité |
| ---------------------------------------- | ------- | -------- | --------- | ------- |
|                                          |         |          |           |         |
| Les données manquantes sont à compléter. |         |          |           |         |

### Communes limitrophes
Abriola, Anzi, Potenza, Tito (Italie)

## Personnalités liées à Pignola
- Prospero Postiglione, médecin italien né à Pignola en 1776